# Erős István (főhadnagy)
Erős István (Szilágysomlyó, 1817. – 1884. március 24. honvéd főhadnagy. Az Erőss család betlenfalvi ágának leszármazottja, Erős János honvéd főhadnagy bátyja.

## Életútja
Apja császári-királyi százados. 1848. városi szószóló Szilágysomlyón, az év nyarán a helyi nemzetőrség főhadnagyává választják.  1849. február 5.-től a Kraszna vármegyei nemzetőrségnél báró Huszár Lajos őrnagy segédtisztje.
1858-től városi hivatalnok volt Szilágysomlyón, majd 1861-től Kraszna vármegye aljegyzője lett. 1866-tól a vármegye levéltárnoka, 1868-tól számvevője, majd 1876-tól Szilágy vármegye közgyámja.  
1840 február 26-án feleségül vette varjúfalvi Varjú Rózáliát, Varjú Pál '48-as honvéd százados testvére, 1884. március 24.-én halt meg Szilágysomlyón. Gyermekei Erőss Rozália (Polyxéna) 1841 augusztus 28 Kállay Kristófné;  Erőss Amália Apollónia 1843 július 7 Szilágysomlyó (bardóczi Kovács Kálmánné); Erőss Mária Terézia Krisztina 1845 szeptember 13 (Henter Lászlóné); Erőss Ilona 1849 december 15 (Verebély Lászlóné).